# José Ramón Fernández y Martínez
José Ramon Fernández, primer «Marqués de La Esperanza», (San Juan, 1808 - Manatí, 1883), va ser un empresari porto-riqueny del sucre i un dels homes més poderosos del Carib espanyol. Va posseir una plantació de gairebé 2.300 
acres a la costa del nord de Puerto Rico i un molí sucrer amb un avançat motor de vapor. La seva riquesa i les connexions polítiques li van permetre convèncer el govern colonial espanyol a l'illa de Puerto Rico per a dividir el municipi de Manatí en dos, i així fundar el municipi de Barceloneta.
La màquina de vapor de la «Hacienda La Esperanza» fou designada com a National Historic Mechanical Engineering Landmark. Avui aquesta propietat sencera pertany a la «Puerto Rico Conservation Trust», que s'encarrega de la seva protecció i conservació, juntament amb el bosc costaner de la regió.

## Anys primerencs
José Ramon Fernández y Martínez va néixer a San Juan, Puerto Rico, un del tres germans fills de Fernando Fernández, nascut a Santander i de Francisca Martínez, nascuda a Santa Cruz de Tenerife.
El seu pare era un capità naval espanyol nascut a Santander que va lluitar contra pirates i vaixells comerciants anglesos. El 1797, la Corona espanyola li va concedir grans àrees de terra a les ciutats de Bayamón i Manatí com a reconeixement al seu servei a Espanya. A Bayamon va plantar canya de sucre i va criar bestiar. Va anomenar la propietat la «Plantación de Santa Ana». Com altres planters, va disposar d'esclaus africans importats per treballar en les plantacions. El 1804, Fernando Fernández va utilitzar una barreja de sucre i melassa per processar i destil·lar rom, fent envellir el seu producte en tonells especials importats d'Europa. El rom produït era només pel seu ús personal propi i dels seu familiar i amics. L'any 1827, Fernando Fernández va ordenar als seus 127 esclaus la construcció d'un enorme molí de vent conformat com una torre. El molí de vent ajudaba a extreure el suc de les canyes de sucre. Ell encara utilitzaba els esclaus quan es donava que el vent no va era prou fort per fer funcionar el molí de vent. A Manatí va fer el mateix amb la seva altra plantació, que va anomenar «Hacienda La Esperanza».
José Fernández va rebre la seva educació primària a Puerto Rico. El 1819 quan tenia onze anys, el seu pare el va enviar a Espanya per anar a l'escola i per estudiar empresarials. Quan tenia disset anys, va anar a Anglaterra per continuar la seva educació, on esdevingué fluent parlant la llengua anglesa. Amb més de vint anys, es va traslladar als Estats Units per continuar la seva educació a Nova York. Allà va conèixer varios empresaris que després l'ajudarien en els seus negocis.

## Tornada a Puerto Rico
Fernández va tornar a Puerto Rico el 1826 i va ajudar el seu pare a administrar la plantació de sucre La Esperanza. Va conèixer i travà amistat amb George C. Lattimer, el cònsol dels Estats Units a San Juan. Juntament amb Lattimer, que va ser també un corredor de sucre, va fundar a San Juan «Lattimer & Fernández Co» empresa dedicada a la distribució de sucre, melassa i rom, i també altres matèries primeres, com ara l'alimentació i tèxtil.
Fernández es va casar amb Clemencia Dorado y Serrano amb qui va tenir quatre filles: Teresa, Bárbara, Francisca Catalina i Clemencia. Francisca Catalina va morir en la seva joventut, Maria Teresa es va casar amb Edward Savage, de Nova York i Bárbara amb Guillermo F. Lattimer, fill únic hereu de George Lattimer. Clemència va contreure núpcies amb Francisco Rubio, ciutadà espanyol.
El 1834, Fernández va decidir concentrar en els seus interessos comercials en comptes dels interessos agrícoles. Va obrir un magatzem a la ciutat de Mayagüez, en la costa de l'oest, on es va traslladar amb la seva família, per poder embarcar al Carib i Llatinoamèrica.

## Vida política
Fernández fou el president del «Partit Incondicional Espanyol» un partit polític conservador de Puerto Rico. A causa de la seva visió política i estatus, va tenir bona relació amb la Reina d'Espanya Isabel II i amb el govern espanyol de l'illa; va afavorir la monarquia i el govern colonial espanyol.
Va estar implicat amb diversos negocis. El 1850, va utilitzar la seva influència política com a lobby per l'establiment d'una línia de ferrocarril entre San Juan i Arecibo, amb el suport financer d'Augusto de Cottes i Cornelio Kortwright. La millora del transport ajudaria als planters a portar les seves mercaderies a mercat, però aquest projecte no es va dur a terme fins a l'any 1890.

## Marqués de La Esperanza

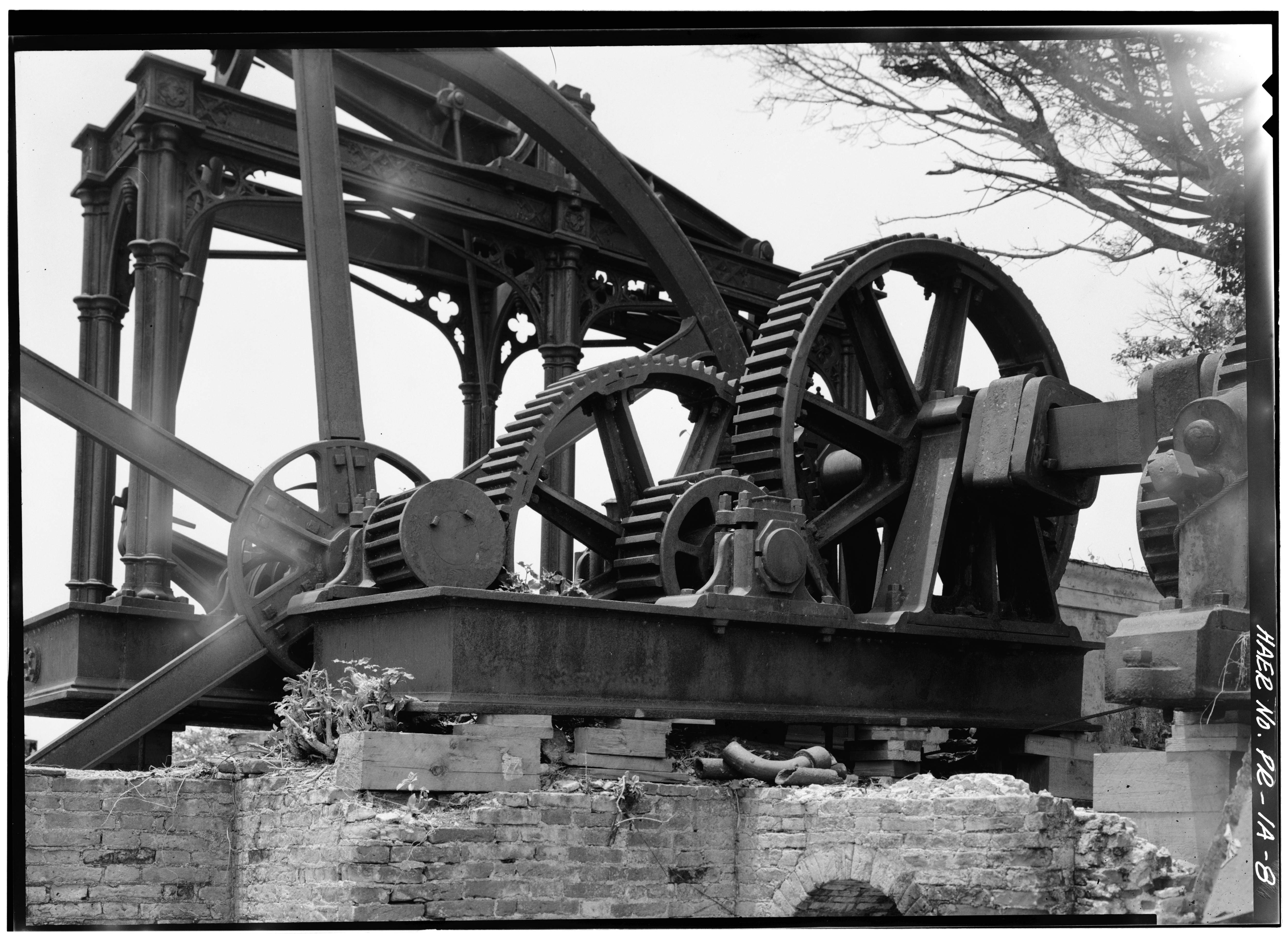
Motor de vapor i molí a la «Hacienda La Esperanza». Va ser designada com a «Nacional Historic Mechanical Engineering Landmark» per la Societat americana d'Enginyers Mecànics el 1979.

El 1868, una revolta contra els monarques d'Espanya va forçar a Isabel II a l'exili el mes de setembre. Aquesta revolta és coneguda con la Revolució de 1868. Això va marcar el començament de la Primera República Espanyola en el poder. El nou govern va reemplaçar Isabel II per Amadeu I d'Espanya, fill del rei italià.
El nou govern provisional va permetre les seves colònies per enviar representants a la Cambra Constituent Espanyola i Fernández fou un dels qui van representar Puerto Rico. El 5 de febrer de 1869, el govern espanyol va conferir a Fernández el títol de "Marqués de La Esperanza", relacionat amb el nom de la seva plantació.
Quan el seu pare va morir, Fernández va heretar La Esperanza, que era al temps una de les més grans plantacions de sucre i més avançades tècnicament de Puerto Rico. "La Esperanza" disposava de 2.265 acres de rica terra en dipòsits al·luvials, un element important pel cultiu de canya de sucre. El 1880, va controlar el 80 per cent de la vall. Fernández va construir la riquesa de la seva plantació gràcies al treball d'esclaus africans que van proporcionar la mà d'obra per conrear i collir la canya de sucre en la plantació i per fer anar la producció de la fàbrica i el molí. En el moment de l'emancipació de 1873, Fernández tenia 175 esclaus.
En la dècada de 1840, ell i el seu pare van instal·lar clandestinament un avançat motor de vapor amb dos calderes de combustió, comprat a la «West Point Foundry» de Nova York. El 1979 el motor de vapor va ser designat «Nacional Historic Mechanical Engineering Landmark».
En una manifestació de la seva influència política, Fernández va convèncer el govern per dividir el municipi de Manatí en dos parts i fundar el municipi nou de Barceloneta. Això ho va fer en el seu propi benefici econòmic, donat que si usava el port de Manatí, Fernández havia de pagar impostos pel moviment de béns i esclaus però a Barceloneta, on va construir el seu propi port, embarcava les seves mercaderies i productes alliberats d'impostos.

## Llegat
Fernández va incórrer en molts deutes a causa dels diners que va manllevar per mecanitzar la seva plantació. I fou incapaç de pagar els seus deutes. Després de la mort del Marquès, es va escenificar un conflicte entre les seves filles i gendres pel que fa a la successió del títol; Clemència al·legava que ella era l'única amb dret legal, ja que cap de les seves dues germanes, casades amb estrangers, podrien heretar el títol. Com a principal creditor de Fernández, la «Colonial Company Ltd.» de Londres es va quedar amb la propietat de la terra, però, finalment, Wenceslao Borda, agent de la companyia anglesa, va comprar la "Hacienda la Esperanza» per 40.000$ en una transacció tèrbola.
A més de tenir el títol nobiliari de marquès, era Gran Creu i va arribar a ser President de la Diputació Provincial de Puerto Rico. Va ser també Tinent Coronel i Coronel de Voluntaris, Cap i fundador del «Partido Español Incondicional», Diputat a Corts, fundador i gran sostenidor de la «Societad Anónima de Crédito Mercantil», President del «Casino Español» i del «Centro Hispano Ultramarino».
El 1975, la «Puerto Rico Conservation Trust» va adquirir la Hacienda La Esperanza.